# Kerman Aurrekoetxea
Pas d'image ? Cliquez ici

a Compétitions nationales et continentales officielles uniquement.

b Matchs officiels uniquement.
Dernière mise à jour le 18 mars 2025.
Kerman Aurrekoetxea, né le 4 mai 2000, est un joueur espagnol de rugby à XV qui évolue au poste de demi de mêlée. 

## Biographie
Kerman Aurrekoetxea débute le rugby à 6 ans, marchant dans les traces de ses parents. Il débute dans le club local, le Getxo RT avant de jouer quelques mois à Auckland à l'âge de 14 ans. A 17 ans il rejoint l'académie du Stade montois, mais ne reste qu'une saison en France. Ne pouvant poursuivre ses études à Mont-de-Marsan, il décide de rentrer en Espagne, signant au sein du SilverStorm El Salvador. Bien qu'âgé de seulement 18 ans, il joue régulièrement avec El Salvador. Il est ainsi convoqué pour une première sélection avec l'Espagne.
Le Biarritz olympique le fait signer au terme de la saison, au cours de laquelle il a remporté la Supercoupe d'Espagne de rugby à XV. Après une première saison où il n'évolue qu'en Espoirs, il fait ses débuts professionnels le 13 septembre 2020 contre l'US Montauban. Titularisé d'entrée de jeu, il inscrit un essai au cours du match. Au cours de la saison, il alterne toujours entre l'effectif espoirs et professionnels. 
L'année suivante, il découvre le Top 14 avec Biarritz, ainsi que le niveau européen avec la Challenge Cup. S'il dispose de peu de temps de jeu en Top 14, il devient un joueur majeur de l'équipe la saison suivante, alors que le club est retourné en Pro D2. Il dispute ainsi 19 rencontres, dont 11 comme titulaire.
En novembre 2024, il prolonge son contrat jusqu'en 2027.

## Palmarès
- Supercoupe d'Espagne de rugby à XV 2018

## Statistiques

### En club
| 2018-2019 | El Salvador Rugby  | 20 | 35 |
| 2019-2020 | Biarritz olympique | 0  | 0  |
| 2020-2021 | Biarritz olympique | 7  | 10 |
| 2021-2022 | Biarritz olympique | 12 | 5  |
| 2019-2022 | Total              | 39 | 50 |

### En sélection
| Année | Compétition | Matchs | Points | Essais | Transf. | Drops | Pénal. |
| ----- | ----------- | ------ | ------ | ------ | ------- | ----- | ------ |
| 2019  | REC         | 1      | -      | -      | -       | -     | -      |
| 2020  | REC         | 1      | -      | -      | -       | -     | -      |
| 2020  | Test        | 2      | -      | -      | -       | -     | -      |
| 2021  | REC         | 1      | -      | -      | -       | -     | -      |
| 2021  | Test        | 1      | -      | -      | -       | -     | -      |
| 2022  | REC         | 1      | -      | -      | -       | -     | -      |
| 2022  | Test        | 2      | 5      | 1      | -       | -     | -      |
| 2024  | REC         | 3      | -      | -      | -       | -     | -      |
| 2024  | Test        | 2      | 10     | 2      | -       | -     | -      |
| 2025  | REC         | 2      | -      | -      | -       | -     | -      |
| Total | Total       | 16     | 15     | 3      | -       | -     | -      |

| Essai | Adversaire | Lieu                               | Compétition | Date             | Résultat | Score |
| ----- | ---------- | ---------------------------------- | ----------- | ---------------- | -------- | ----- |
| 1     | Namibie    | Stade national complutense, Madrid | Test match  | 12 novembre 2022 | Victoire | 34-15 |
| 2     | Uruguay    | Stade national complutense, Madrid | Test match  | 9 novembre 2024  | Victoire | 33-24 |